# Astragalus bibullatus
Espèce
Astragalus bibullatus est une espèce de plantes à fleurs de la famille des Fabaceae. C'est une plante herbacée endémique des États-Unis.

## Description

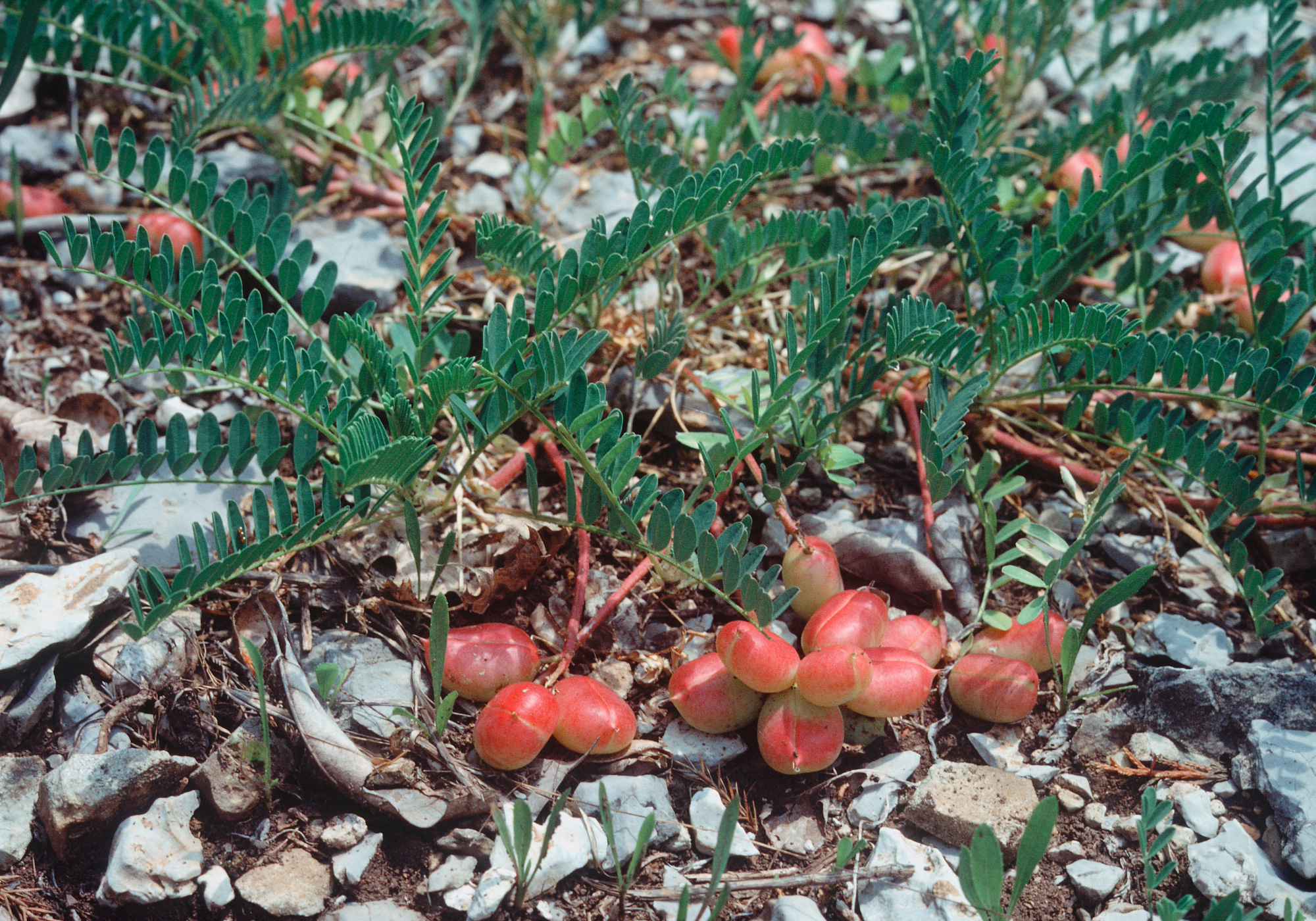
Fruits dAstragalus bibullatus.

Cette astragale est une plante herbacée pérenne. 

## Répartition et habitat
Cette astragale pousse aux États-Unis, plus précisément dans le Tennessee où elle est endémique.